# Distretto di Tjačiv
Il distretto di Tjačiv (in ucraino Тячівський район?) è un distretto nell'oblast' della Transcarpazia in Ucraina. Il suo centro amministrativo è la città di Tjačiv. Ha una popolazione di 183 756 abitanti.
Il 18 luglio 2020, come parte della riforma amministrativa dell'Ucraina, il numero di distretti dell'oblast della Transcarpazia è stato ridotto a sei e l'area del distretto di Tjačiv è stata notevolmente ampliata.